# Новий Вокзал
Новий Вокзал (рос. Новый Вокзал) — селище у Кочковському районі Новосибірської області Російської Федерації.
Входить до складу муніципального утворення Жуланська сільрада. Населення становить 14 осіб (2010).

## Історія
Згідно із законом від 2 червня 2004 року органом місцевого самоврядування є Жуланська сільрада.

## Населення
| 2002 | 2007 | 2010 |
| ---- | ---- | ---- |
| 29   | ↘24  | ↘14  |